# Frassinello Monferrato
Frassinello Monferrato là một đô thị ở tỉnh Alessandria trong vùng Piedmont của Italia, có vị trí cách khoảng 50 km về phía đông của Torino và khoảng 25 km về phía tây bắc của Alessandria. Tại thời điểm ngày 31 tháng 12 năm 2004, đô thị này có dân số 542 người và diện tích là 8,5 km².
Frassinello Monferrato giáp các đô thị: Camagna Monferrato, Cella Monte, Olivola, Ottiglio, Rosignano Monferrato, và Vignale Monferrato.